# Tormenta helada

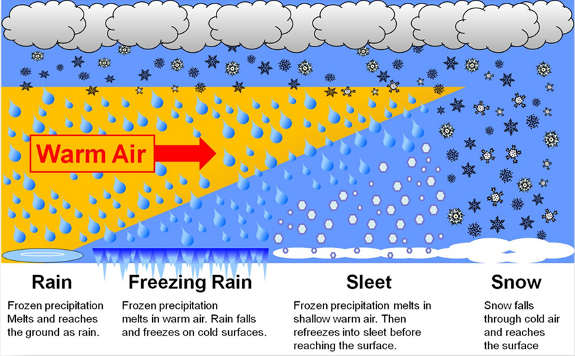
Un gráfico que muestra la formación de diferentes tipos de precipitación.

Una tormenta helada es un tipo de tormenta de invierno que se caracteriza por la lluvia engelante. El Servicio Meteorológico Nacional de Estados Unidos define una tormenta de hielo como una tormenta lo que resulta en la acumulación de al menos 6,4mm de hielo en las superficies expuestas. De 1982 a 1994, las tormentas de hielo eran más comunes que las ventiscas y promediaron 16 por año. No son tormentas violentas, son comúnmente percibidas como lluvias suaves que ocurren a pocos grados bajo cero. Por esta razón, las personas pueden no ser conscientes del peligro que sucede durante la noche.

## Formación
La formación de hielo comienza con una capa de aire por encima del punto de congelación sobre una capa de temperaturas bajo cero más cerca de la superficie. La precipitación congelada se derrite, formando lluvia, mientras cae en la capa de aire caliente, y luego comienza a volver a congelar en la capa fría por debajo. Si el agua se congela cuando aún estaba en el aire, aterrizará en el suelo como aguanieve. Alternativamente, las gotitas de líquido pueden seguir caer sin congelación, pasando por el aire frío justo por encima de la superficie. Esta delgada capa de aire se enfría la lluvia a una temperatura por debajo de cero (0 °C o 32 °F). Sin embargo, las gotas en sí mismas no se congelan, un fenómeno llamado sobreenfriamiento (o formando "gotas superenfriadas"). Cuando las gotas superenfriadas cuelga (por ejemplo, líneas eléctricas, ramas de árboles, aviones) suelo o cualquier otra cosa por debajo de 0 °C (32 °F), una capa de hielo se acumula, formando una capa de hielo que va engrosando poco a poco, por lo tanto.
Los meteorólogos pueden predecir cuándo y dónde ocurrirá una tormenta de hielo, aunque algunas tormentas todavía ocurren con poca o ninguna advertencia.  La mayoría de las tormentas de hielo están en la parte noreste de Norteamérica, pero las tormentas dañinas han ocurrido más al sur . Una tormenta de hielo en febrero de 1994 dio lugar a una tremenda acumulación de hielo hasta el sur de Misisipi, y causó daños reportados en nueve Estados de Estados Unidos. El peso combinado de la nieve de 25 hasta 37 milímetros (0,98 a 1,46 pulgadas) de hielo causaron daño generalizado y se consideró la tormenta de hielo más grave en el área de Spokane desde 1940.